# Olympische Sommerspiele 2012/Boxen – Superschwergewicht (Männer)
Der Boxwettbewerb im Superschwergewicht der Männer (über 91 kg) bei den Olympischen Spielen 2012 in London wurde vom 1. bis zum 12. August 2012 im Exhibition Centre London ausgetragen. 16 Boxer nahmen teil.
Der Wettbewerb wurde im K.-o.-System ausgetragen. Begonnen wurde mit Achtelfinale, das 16 Startplätze umfasste. Die Gewinner kamen ins Viertelfinale und Halbfinale. Die Gewinner der Halbfinals kämpften um die Goldmedaille, beide Verlierer erhielten die Bronzemedaille.

## Titelträger
| Olympiasieger | Roberto Cammarelle    | Peking 2008 |
| Weltmeister   | Məhəmmədrəsul Məcidov | Baku 2011   |

## Achtelfinale
1. August 2012
| Boxer 1               | Ergebnis                               | Boxer 2            |
| --------------------- | -------------------------------------- | ------------------ |
| Məhəmmədrəsul Məcidov | Abbruch durch Schiedsrichter           | Meji Mwamba        |
| Magomed Omarow        | 19 - 8                                 | Dominic Breazeale  |
| Mohamed Arjaoui       | 15 - 8                                 | Blaise Yepmou      |
| Ítalo Perea           | 10 - 18                                | Roberto Cammarelle |
| Iwan Dytschko         | 14 - 4                                 | Erik Pfeifer       |
| Simon Kean            | 16 - 16 Entscheidung durch Hilfspunkte | Tony Yoka          |
| Zhang Zhilei          | Abbruch durch Schiedsrichter           | Johan Linde        |
| Erislandy Savón       | 16 - 17                                | Anthony Joshua     |

## Viertelfinale
6. August 2012
| Boxer 1               | Ergebnis | Boxer 2            |
| --------------------- | -------- | ------------------ |
| Məhəmmədrəsul Məcidov | 17 - 14  | Magomed Omarow     |
| Mohamed Arjaoui       | 11 - 12  | Roberto Cammarelle |
| Iwan Dytschko         | 20 - 6   | Simon Kean         |
| Zhang Zhilei          | 11 - 15  | Anthony Joshua     |

## Halbfinale
10. August 2012
| Boxer 1               | Ergebnis | Boxer 2            |
| --------------------- | -------- | ------------------ |
| Məhəmmədrəsul Məcidov | 12 - 13  | Roberto Cammarelle |
| Iwan Dytschko         | 11 - 13  | Anthony Joshua     |

## Finale

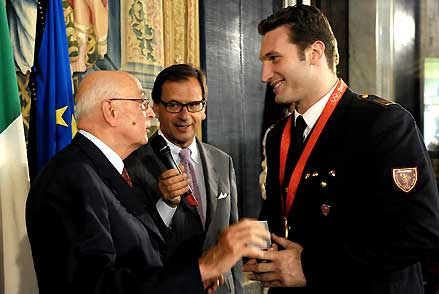
Roberto Cammarelle (ITA), hier rechts bei einer Ehrung 2008, gewinnt die Silbermedaille

12. August 2012, 16:15 Uhr (MESZ)
| Boxer 1            | Ergebnis                               | Boxer 2        |
| ------------------ | -------------------------------------- | -------------- |
| Roberto Cammarelle | 18 - 18 Entscheidung durch Hilfspunkte | Anthony Joshua |

## Medaillen

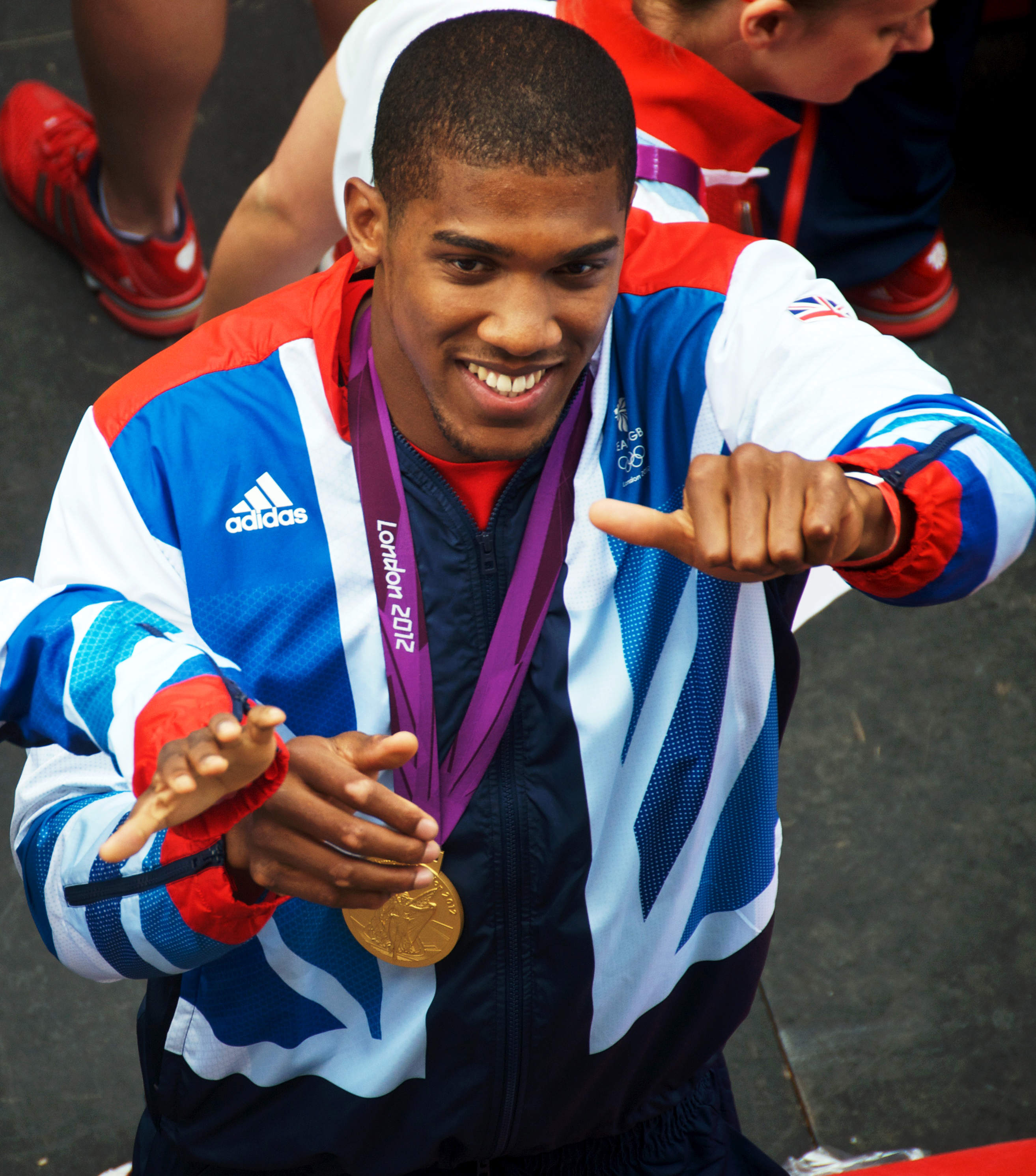
Olympiasieger Anthony Joshua (GBR)

Məhəmmədrəsul Məcidov (AZE) gewinnt die erste Medaille für sein Land in dieser Gewichtsklasse.
| Platz | Name                  | Nation                 |
| ----- | --------------------- | ---------------------- |
| 01    | Anthony Joshua        | Vereinigtes Königreich |
| 02    | Roberto Cammarelle    | Italien                |
| 03    | Iwan Dytschko         | Kasachstan             |
| 03    | Məhəmmədrəsul Məcidov | Aserbaidschan          |